# هوملتال
هوملتال (به آلمانی: Hummeltal) یک شهر در آلمان است که در بایروث واقع شده‌است.